# NGC 6436
NGC 6436 (również PGC 60695 lub UGC 10951) – galaktyka spiralna (Sc), znajdująca się w gwiazdozbiorze Smoka. Odkrył ją Lewis A. Swift 25 września 1884 roku.